# Братково (Старицкий район)
Братково — деревня в Старицком районе Тверской области, входит в состав сельского поселения «Станция Старица». 

## География
Деревня расположена в 9 км северо-запад от центра поселения посёлка Старицы и в 20 км на северо-запад от райцентра города Старица. 

## История

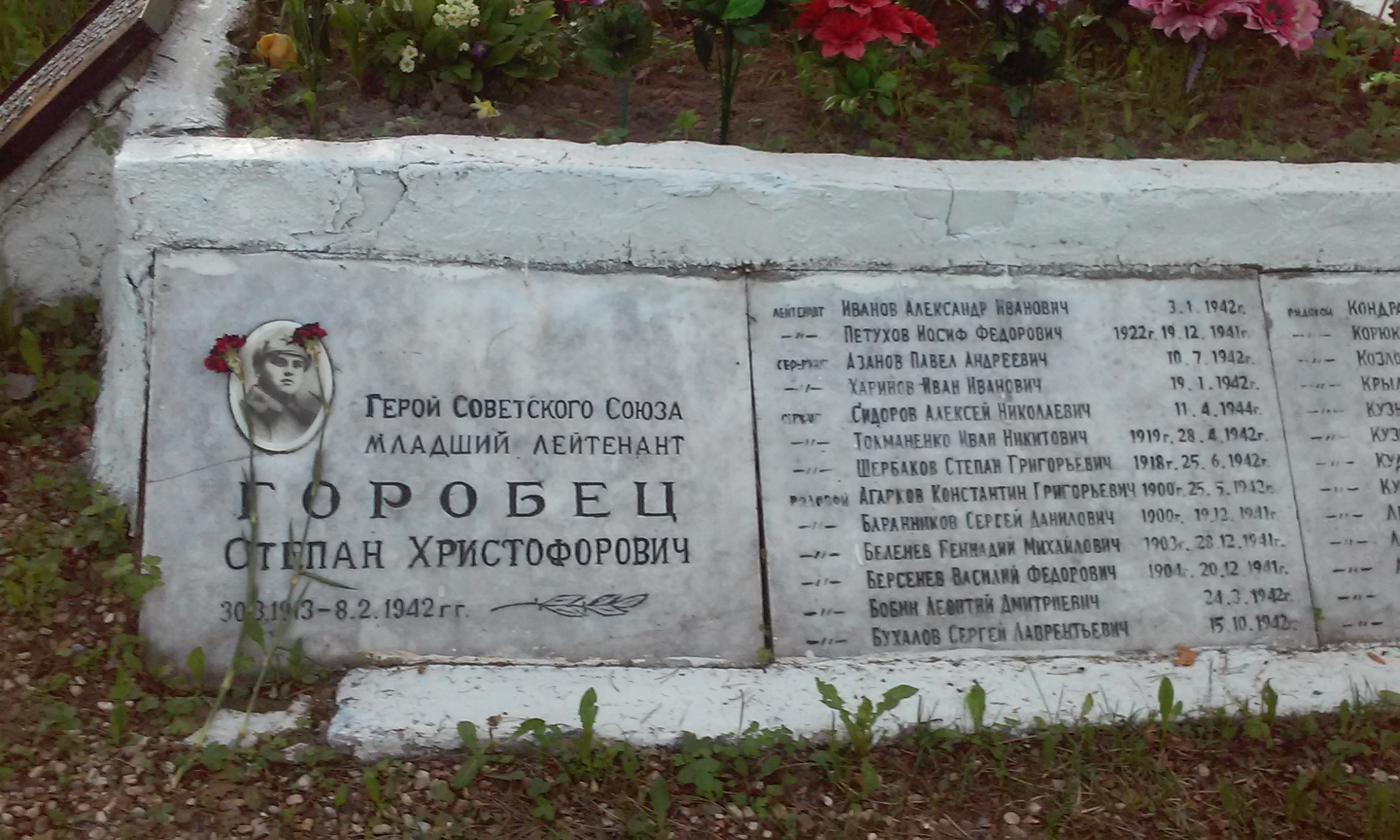
Могила Героя Советского союза С.Х. Горобца

В XIX веке на месте рядом с деревней Братково существовало село Ивановское-Ермолаевых. В 1804 году в селе на средства Дмитрия Ивановича Ермолаева по проекту архитектора Н. А. Львова была построена каменная Спасская церковь с приделом Тихвинской Божьей Матери. В 1937 году была закрыта Братковская Спасская церковь. До последнего времени колхоз использовал храм под склад хранения удобрений.
В конце XIX — начале XX века деревня являлась центром Братковской волости Старицкого уезда Тверской губернии. 
С 1929 года деревня являлась центром Братковского сельсовета Старицкого района Ржевского округа Западной области, с 1935 года — в составе Калининской области, с 1994 года — в составе Максимовского сельского округа, с 2005 года — в составе Красновского сельского поселения, с 2012 года — в составе сельского поселения «Станция Старица».

## Население
| 1859 | 1886 | 2002 | 2010 |
| ---- | ---- | ---- | ---- |
| 102  | ↗155 | ↗184 | ↘154 |

## Достопримечательности
В деревне расположена недействующая Церковь Спаса Нерукотворного Образа (1804).

## Известные люди
В деревне похоронен участник Великой Отечественной войны Герой Советского Союза Степан Христофорович Горобец (1913—1942).